# 6899 Nancychabot
6899 Nancychabot (1988 RP10) là một tiểu hành tinh vành đai chính được phát hiện ngày 14 tháng 9 năm 1988 bởi S. J. Bus ở Cerro Tololo.